# 茶のしずく (饅頭)

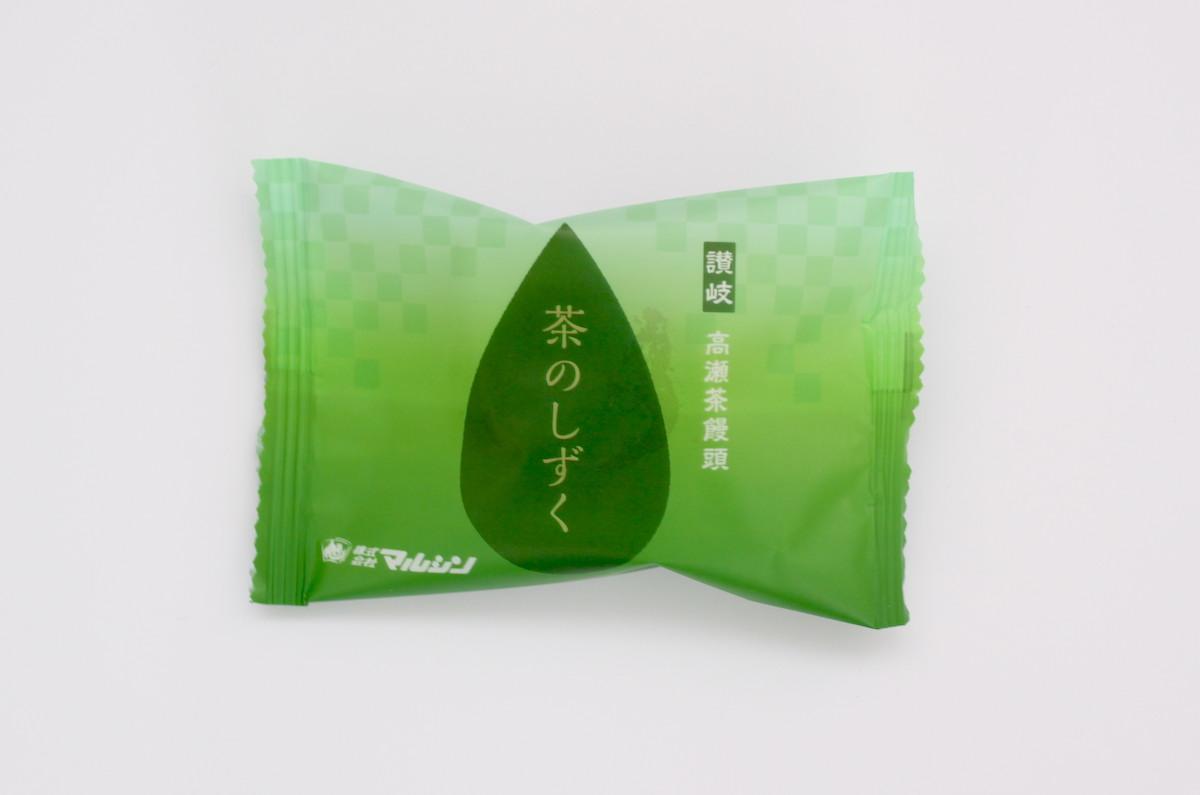
茶のしずく

茶のしずく（ちゃのしずく）は、香川県木田郡三木町に所在する株式会社マルシンが製造している饅頭である。

## 特徴
生地、餡、蜜の3層構造が特徴。原料の高瀬茶（香川県三豊市産）の茶葉はすべて一番茶が使われている。2021年12月時点ではインターネットショッピングでは販売されておらず、高松駅や高松空港の売店、高松三越、香川県内のサービスエリアなどで販売されている。

## テレビCM
2020年10月より、岡山放送、山陽放送、瀬戸内海放送の3局でテレビCMを開始した。キャッチフレーズは「とろーり、茶の蜜、茶のしずく」。

## その他
2018年10月20日に、姉妹菓子の『金のしずく』とともに伊勢神宮に奉納している。